# 同乐运动会联合会
同乐运动会联合会（又译为同志运动会联合会，缩写为FGG），是主办同乐运动会（Gay Games）的官方机构。同乐运动会是由汤姆·沃德尔在1982年创办的。他之前曾亲历过同性恋运动员所遭受的偏见以及他们不能够公开身份去参加各种体育活动。同乐运动会联合会每四年举办世界上最大的LGBT文化和体育活动。第十届同乐运动会在2018年8月4日法国巴黎开幕。